# Aspe (Espagne)
Pour les articles homonymes, voir Asp et Aspe.
Aspe, en castillan et officiellement (Asp en valencien), est une commune de la province d'Alicante, dans la Communauté valencienne, en Espagne. Elle est située dans la comarque du Vinalopó Mitjà et dans la zone à prédominance linguistique castillane. Sa population s'élevait à 20 341 habitants en 2013.

## Géographie

Localisation d'Aspe
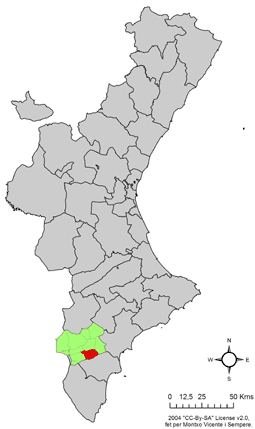
dans la Communauté valencienne.
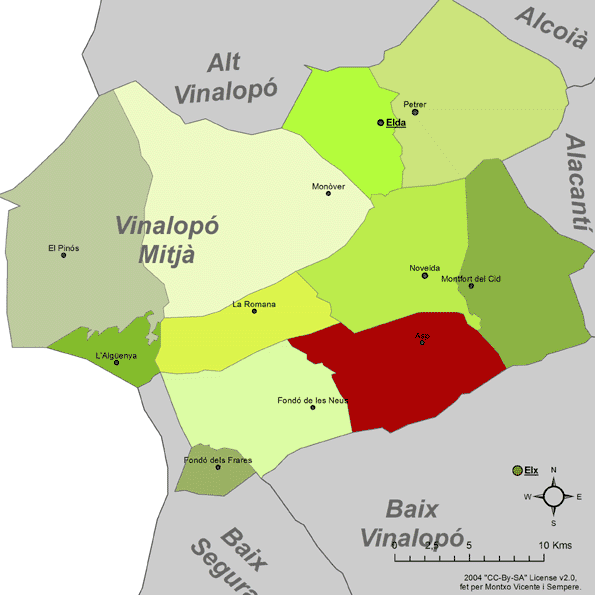
dans la comarque du Vinalopó Mitjà.